# Condado de Midland (Míchigan)
El condado de Midland (en inglés: Midland County, Míchigan), fundado en 1831, es uno de los 83 condados del estado estadounidense de Míchigan. En el año 2000 tenía una población de 82.874 habitantes con una densidad poblacional de 61 personas por km². La sede del condado es Midland.

## Geografía
Según la Oficina del Censo, el condado tiene un área total de 1368 km² (528,2 mi²), de la cual 1349 km² (520,8 mi²) es tierra y 18 km² (6,9 mi²) es agua.

## Condados adyacentes
- Condado de Gladwin norte
- Condado de Bay este
- Condado de Saginaw sureste
- Condado de Gratiot sur
- Condado de Isabella oeste
- Condado de Clare noroeste

## Demografía
En el 2000 la renta per cápita promedia del condado era de $45,674, y el ingreso promedio para una familia era de $55,483. El ingreso per cápita para el condado era de $23,383. En 2000 los hombres tenían un ingreso per cápita de $45,656 frente a los $27,470 que percibían las mujeres. Alrededor del 8.40% de la población estaba bajo el umbral de pobreza nacional.

## Lugares

### Ciudades
- Coleman
- Midland

### Villas
- Sanford

### Municipios
- Municipio de Edenville
- Municipio de Geneva
- Municipio de Greendale
- Municipio de Homer
- Municipio de Hope
- Municipio de Ingersoll
- Municipio de Jasper
- Municipio de Jerome
- Municipio de Larkin Charter
- Municipio de Lee
- Municipio de Lincoln
- Municipio de Midland Charter
- Municipio de Mills
- Municipio de Mount Haley
- Municipio de Porter
- Municipio de Warren

### Principales carreteras
- US 10
- BUS US 10 un bucle de negocio al servicio de la ciudad de Midland.
- M-18
- M-20
- M-30